# Клерки 2
«Клерки 2» (англ. Clerks 2) — комедія 2006 року, продовження фільму Клерки 1994 року. Прем'єра відбулася 25 травня 2006 році на Каннському кінофестивалі.

## Сюжет
Роки невблаганно йдуть, а в житті Данте і Рендала нічогісінько не змінюється. Як працювали для фінансового «блага» свого супермаркету, так і трудяться, до слова, вже переступивши 33-річний рубіж життя. Плітки, чутки, розмови, постійні знущання над покупцями, скарги на адміністрацію, невдоволення роботою. Здається, що це проведення часу ніколи не зникне з їхнього життя. Змінювати ж нічого самостійно вони не хочуть. Тому доля вирішує «змінтити» тихе існування дорослих героїв фільму «Клерки 2». Супермаркет, де вони працюють  багато років, закривається. Але це ж справжнє потрясіння для звиклих до стабільності героїв. Нічого не вдієш, життя змушує шукати нову роботу. Бажано, щоб там всі умови були анітрохи не гірше колишніх. Закусочна «У Мубі» відповідає всім вимогам Данте і Рендала. Ось тільки, її працівники відрізняються не менш пихатою вдачею. Але це «зачаровує» відомих глядачеві героїв, і коло придуркуватих персонажів помітно розширюється. І ось, нарешті, Данте розуміє, що так більше жити, а точніше існувати, неможливо. Він вирішується «переїхати» в сусіднє місто і почати там  нормальне доросле життя. Одружується, діточками обзаведеться, знайде хорошу роботу. Планів у героя багато, але і друзі «не промах». Вони вирішують гідно проводити свого колегу ...

## В головних ролях
| Актор                  | Роль          |
| ---------------------- | ------------- |
| Джейсон Мьюз           | Джей          |
| Кевін Сміт             | Мовчазний Боб |
| Джефф Андерсон         | Рендал        |
| Браян О'Галлоран       | Данте         |
| Розаріо Доусон         | Беккі Скот    |
| Дженніфер Швалбах Сміт | Емма Бантінг  |
| Джейсон Лі             | Ленс Даудс    |
| Бен Аффлек             | покупець      |
| Скот Моужер            | камео         |

## Саундтрек
1. Dialogue: "Anne Frank vs. Helen Keller" – 0:27
2. "(Nothing But) Flowers" – Talking Heads – 5:33
3. Dialogue: "Regret" – 0:28
4. "Welcome Home" – King Diamond – 4:36
5. Dialogue: "Of Parts Enlarged" – 0:17
6. "Neckin' on the Swing" – James L. Venable – 3:49
7. Dialogue: "The First of the Fallen" – 0:55
8. "The Invisible Guests" – King Diamond – 5:04
9. Dialogue: "The Unholiest Act" – 0:52
10. "Goodbye Horses" – Q Lazzarus & Garvey – 6:27
11. Dialogue: "On Knowing Pickles" – 0:17
12. "Raindrops Keep Fallin' on My Head" – B. J. Thomas – 3:02
13. Dialogue: "Twelve Step" – 0:20
14. "ABC" – The Jackson 5 – 2:58
15. Dialogue: "The Perfect Gift" – 0:54
16. "Think Fast" – All Too Much – 3:24
17. Dialogue: "Party Planning" – 0:31
18. "Goin' Away Party" – James L. Venable – 1:44 - This contains segments of the "Clerks" animated series' theme song, also by Venable
19. Dialogue: "I'm Gonna Miss You, Man" – 0:39
20. "Naughty Girls (Need Love Too)" – Samantha Fox – 3:21
21. Dialogue: "Abstinence" – 1:01
22. "Everything" – Alanis Morissette – 4:36
23. Dialogue: "Semantics" – 0:31
24. "Misery" – Soul Asylum – 4:24
25. Dialogue: "Battle of the Mega-Geeks" – 0:31